# Donji Svilaj
Donji Svilaj ist ein Dorf im Nordosten von Bosnien und Herzegowina und gehört zur Gemeinde Odžak. Es wird praktisch nur von bosnischen Kroaten bewohnt und verfügt über eine Grundschule sowie eine katholische Kirche. Es grenzt an den Fluss Save und somit an Kroatien. Mit der Fähre oder der Autobahn gelangt man nach Slavonski Svilaj. Zwei gut ausgebaute Straßen führen von hier aus nach Odžak und Modriča, eine über Nevoljica und Potočani, die andere über Novi Grad. Daneben gibt es eine Straße, die nach Brod führt, welche aber z. T. in schlechtem Zustand ist. die neue Autobahn A1 von Zagreb nach Sarajevo wurde 2021 eröffnet, die an Donji Svilaj vorbeiführen und dort eine Abfahrt erhalten soll.
Die 1972 erbaute Kirche wurde im Krieg am 16. Juli 1992 durch Truppen der bosnischen Serben gesprengt und 2000 durch Spendengelder wiederaufgebaut. Im Zuge des Minenräumprogramms des International Trust Fund wurden mit Fördergeldern der Europäischen Union im Jahr 2003 aus der Umgebung von Donji Svilaj 84 Minen entfernt.  
| Ethnie                | Anzahl | Anteil in % |
| --------------------- | ------ | ----------- |
| Bosniaken             | 2      | 0,13        |
| Jugoslawen und andere | 23     | 1,46        |
| Kroaten               | 1.408  | 89,34       |
| Serben                | 143    | 9,07        |
| Gesamt                | 1.576  | 100,00      |